# P-47 (videogioco)
P-47 è un videogioco di tipo sparatutto a scorrimento con aerei Republic P-47 Thunderbolt, pubblicato nel 1988 come arcade dalla Jaleco e successivamente convertito per la console PC Engine edito dalla Aicom e per i computer Amiga, Amstrad CPC, Atari ST, Commodore 64, MS-DOS e ZX Spectrum edito dalla Firebird. L'originale arcade uscì con il titolo P-47: The Freedom Fighter in Giappone e P-47: The Phantom Fighter all'estero; le conversioni per computer hanno il titolo P47 Thunderbolt in copertina, ma appare P-47: The Freedom Fighter nelle schermate e spesso soltanto P-47 su schermate e supporti; la conversione per PC Engine ha il titolo P-47: The Freedom Fighter.
La Jaleco pubblicò un seguito nel 1995, P-47 Aces, avente le stesse caratteristiche generali e uscito solo come arcade. Nel 2011 DotEmu pubblicò una conversione di P-47: The Phantom Fighter per iOS all'interno della collana Jaleco Arcade Series.

## Modalità di gioco
Il giocatore pilota il P-47 con visuale di lato e scorrimento orizzontale verso destra. L'aereo può muoversi in tutte le direzioni e sparare con munizioni infinite, inizialmente solo proiettili singoli verso destra. È disponibile la modalità a due giocatori in cooperazione simultanea, ma solo nella versione arcade e nelle conversioni per i computer a 16 bit.
Si combatte contro aerei, elicotteri, carri armati, postazioni contraeree, missili, artiglierie navali. Al termine di ogni livello si incontra uno dei boss, rappresentati da vari tipi di mezzi molto grossi. Si perde una vita a ogni contatto con i nemici, i loro proiettili o il suolo.
Si possono raccogliere power-up identificati da lettere, ciascuno cumulabile per aumentare la relativa abilità fino a quattro volte, ad esempio aumentando il numero di proiettili sparabili contemporaneamente. I potenziamenti sono: bombe sganciate verso terra, proiettili che si aprono a ventaglio, proiettili multipli in formazione, proiettili orientabili nella direzione in cui si muove l'aereo al momento dello sparo, maggior velocità dell'aereo, vite extra.
Ci sono in tutto 8 livelli da affrontare, tutti di ambientazione europea o nordafricana. A seconda del livello lo scenario può essere sopra il terreno, sopra il mare o ad alta quota. Nelle versioni a 16 bit, dopo il completamento di tutti i livelli si può ricominciare da capo a difficoltà aumentata.